# 歌川芳近
歌川 芳近（うたがわ よしちか、生年不明 ‐ 慶応4年〈1868年〉5月）とは、江戸時代の浮世絵師。

## 来歴
歌川国芳の門人。歌川の画姓を称し一連斎と号す。彰義隊に参加し慶応4年5月、上野戦争で戦死した。作画期は嘉永頃とされるが、作については不明。